# Nowa Szarlejka
Nowa Szarlejka – przysiółek wsi Szarlejka w Polsce, położony w województwie śląskim, w powiecie kłobuckim, w gminie Wręczyca Wielka.
W latach 1975–1998 przysiółek położony był w województwie częstochowskim.